# Split/Second
Split/Second (traduzido literalmente como "Fração de Segundo"), lançado na Europa como Split/Second: Velocity, é um jogo de corrida produzido pela desenvolvedora britânica Black Rock Studio, e publicado pela Disney Interactive Studios. Lançado em 18 de Maio de 2010 para PC, Xbox 360, e PlayStation 3, recebeu uma versão para PlayStation Portable em 17 de Novembro do mesmo ano, sendo o último jogo desenvolvido pelo Black Rock Studio, antes de seu encerramento pela Disney em 2011.
Na "trama" que envolve o jogo, o jogador participa de um programa de TV, correndo em pistas criadas exclusivamente para a ocasião. O objetivo é ganhar todas as corridas, mesmo que para isso seja preciso destruir, literalmente, seus concorrentes. Para isso, o jogador utiliza dos "pontos" que ganha a cada manobra. Assim, pode ativar a destruição de pontes ou viadutos, que caem sobre o concorrente, ou provocar acidentes com caminhões, explodir prédios, entre outros. Muitas vezes o próprio jogador acaba se envolvendo no acidente que provocou.
Alguns sites consideram Split/Second como "muito semelhante à série Burnout".

## Recepção

### Recepção da crítica
Split/Second recebeu críticas positivas em agregadores de análises como o Metacritic, e foi classificado com quatro de cinco estrelas pelos sites Giant Bomb, e Joystiq. No entanto, o jogo não obteve uma boa recepção comercial, vendendo 86 mil cópias nos Estados Unidos nos primeiros 12 dias após o lançamento.

### Sequência cancelada
Em maio de 2011, uma fonte anônima revelou à Eurogamer que a Disney Interactive Studios havia demitido uma grande parte dos funcionários do Black Rock Studio, responsável pelo desenvolvimento de Split/Second e sua sequência em andamento que terminou suspensa. Em junho de 2011, a Disney fechou o Black Rock Studio, justificando a decisão devido às baixas vendas de seus títulos.